# Louise Caroline van Denemarken

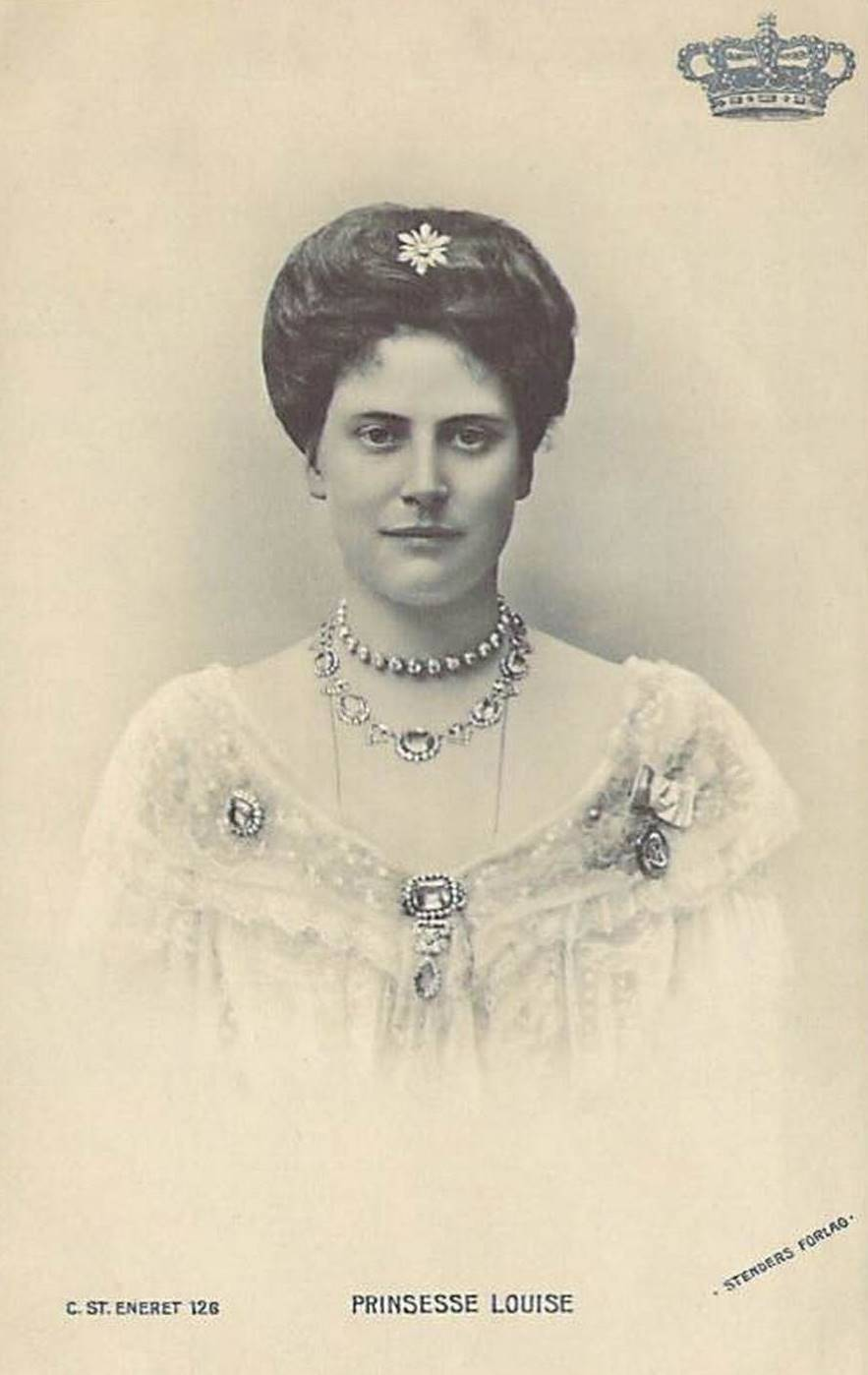
Louise Caroline van Denemarken.

Louise Caroline Josephine Sophie Thyra Olga van Denemarken (Kopenhagen, 17 februari 1875 — Česká Skalice, 4 april 1906) was een Deense prinses uit het Huis Sleeswijk-Holstein-Sonderburg-Glücksburg.

## Levensloop

Prinses Louise met haar moeder kroonprinses Louise.

Louise was het derde kind van koning Frederik VIII van Denemarken uit diens huwelijk met Louise van Zweden, dochter van koning Karel XV van Zweden. Louise, een schuchter en introvert kind, groeide met haar zeven broers en zussen op in de kastelen Charlottenlund en Amalienborg en was een zus van koning Christiaan X van Denemarken en koning Haakon VII van Noorwegen.
Louises grootmoeder Louise van Hessen-Kassel, echtgenote van koning Christiaan IX van Denemarken, stond bekend om haar succesvolle huwelijkspolitiek. Ze herkende bij haar kleindochter een neiging tot melancholie en wilde daarom een goede echtgenoot voor haar vinden. Via Duitse verwanten nam ze contact op met een nevenlinie van het Huis Schaumburg-Lippe, die het slot van Náchod in Bohemen onderhield. Louise werd in contact gebracht met prins Frederik van Schaumburg-Lippe (1868-1945), de toekomstige erfgenaam van de heerlijkheid Náchod. In 1894 verloofde het paar zich en op 5 mei 1896 traden ze in het huwelijk op Amalienborg.
Na het huwelijk trok het echtpaar naar Bohemen, waar Louise Caroline nog nooit eerder was geweest. Ze namen hun intrek in het Slot van Ratiboritz, waar ze zouden blijven wonen tot Frederik het slot van Náchod zou erven. Het huwelijk was gelukkig, maar toch leed Louise Caroline aan melancholie en heimwee en bezocht ze geregeld haar familie in Denemarken.
Op 4 april 1906 stierf Louise op 31-jarige leeftijd. Haar doodsoorzaak was volgens officiële bronnen hersenvliesontsteking, maar historicus Bo Bramsen stelde dat ze zich in een meer bij het Slot van Ratiboritz had verdronken. Ze zou al eerder een zelfmoordpoging hebben ondernomen, maar daarbij gered zijn door de slottuinier. Haar overlijden overschaduwde de inauguratie van haar vader Frederik VIII, die slechts enkele dagen eerder koning van Denemarken was geworden. Ook voor Louises echtgenoot was haar overlijden een harde klap. Daar kwam nog eens bij dat zijn vader Willem op dezelfde dag als Louise overleed. Kort daarna verhuisde Frederik met zijn drie jonge kinderen naar het slot van Náchod.

## Nakomelingen
Louise Caroline en Frederik van Schaumburg-Lippe kregen drie kinderen:
- Marie Luise Dagmar Bathildis Charlotte (1897-1938), huwde in 1916 met Frederik Sigismund, zoon van Frederik Leopold van Pruisen,
- Christian Nikolaus Wilhelm Friedrich Albert Ernst (1898-1974), huwde in 1937 met zijn volle nicht Feodora van Denemarken, dochter van prins Harald,
- Stephanie Alexandra Hermine Thyra Xenia Bathildis Ingeborg (1899-1925), huwde in 1921 met Viktor Adolf van Bentheim en Steinfurt.

## Kwartierstaat (voorouders)
| Frederik Willem van Sleeswijk- Holstein-Sonderburg-Glücksburg (1785-1831) | Frederik Willem van Sleeswijk- Holstein-Sonderburg-Glücksburg (1785-1831) | Frederik Willem van Sleeswijk- Holstein-Sonderburg-Glücksburg (1785-1831) | Frederik Willem van Sleeswijk- Holstein-Sonderburg-Glücksburg (1785-1831) | Frederik Willem van Sleeswijk- Holstein-Sonderburg-Glücksburg (1785-1831) | Frederik Willem van Sleeswijk- Holstein-Sonderburg-Glücksburg (1785-1831) | Louise Caroline van Hesse-Kassel (1789-1867) | Louise Caroline van Hesse-Kassel (1789-1867) | Louise Caroline van Hesse-Kassel (1789-1867) | Louise Caroline van Hesse-Kassel (1789-1867) | Louise Caroline van Hesse-Kassel (1789-1867) | Louise Caroline van Hesse-Kassel (1789-1867) |                                          |                                          | Willem van Hessen-Kassel (1787-1867)     | Willem van Hessen-Kassel (1787-1867)     | Willem van Hessen-Kassel (1787-1867)       | Willem van Hessen-Kassel (1787-1867)       | Willem van Hessen-Kassel (1787-1867)       | Willem van Hessen-Kassel (1787-1867)       | Louise Charlotte van Denemarken (1789-1864) | Louise Charlotte van Denemarken (1789-1864) | Louise Charlotte van Denemarken (1789-1864) | Louise Charlotte van Denemarken (1789-1864) | Louise Charlotte van Denemarken (1789-1864) | Louise Charlotte van Denemarken (1789-1864) |                                   |                                   | Oscar I van Zweden (1799-1859)    | Oscar I van Zweden (1799-1859)    | Oscar I van Zweden (1799-1859) | Oscar I van Zweden (1799-1859) | Oscar I van Zweden (1799-1859)      | Oscar I van Zweden (1799-1859)      | Josephine van Leuchtenberg (1807-1876) | Josephine van Leuchtenberg (1807-1876) | Josephine van Leuchtenberg (1807-1876) | Josephine van Leuchtenberg (1807-1876) | Josephine van Leuchtenberg (1807-1876) | Josephine van Leuchtenberg (1807-1876) |                                  |                                  | Frederik der Nederlanden (1797-1881) | Frederik der Nederlanden (1797-1881) | Frederik der Nederlanden (1797-1881) | Frederik der Nederlanden (1797-1881) | Frederik der Nederlanden (1797-1881) | Frederik der Nederlanden (1797-1881) | Louise van Pruisen (1808-1870)       | Louise van Pruisen (1808-1870)       | Louise van Pruisen (1808-1870) | Louise van Pruisen (1808-1870) | Louise van Pruisen (1808-1870) | Louise van Pruisen (1808-1870) |  |  |  |  |  |  |  |  |  |  |  |  |  |  |  |  |  |  |  |  |  |  |  |  |  |  |  |  |  |  |  |  |  |  |  |  |  |  |  |  |  |  |  |  |  |  |  |  |
| Frederik Willem van Sleeswijk- Holstein-Sonderburg-Glücksburg (1785-1831) | Frederik Willem van Sleeswijk- Holstein-Sonderburg-Glücksburg (1785-1831) | Frederik Willem van Sleeswijk- Holstein-Sonderburg-Glücksburg (1785-1831) | Frederik Willem van Sleeswijk- Holstein-Sonderburg-Glücksburg (1785-1831) | Frederik Willem van Sleeswijk- Holstein-Sonderburg-Glücksburg (1785-1831) | Frederik Willem van Sleeswijk- Holstein-Sonderburg-Glücksburg (1785-1831) | Louise Caroline van Hesse-Kassel (1789-1867) | Louise Caroline van Hesse-Kassel (1789-1867) | Louise Caroline van Hesse-Kassel (1789-1867) | Louise Caroline van Hesse-Kassel (1789-1867) | Louise Caroline van Hesse-Kassel (1789-1867) | Louise Caroline van Hesse-Kassel (1789-1867) |                                          |                                          | Willem van Hessen-Kassel (1787-1867)     | Willem van Hessen-Kassel (1787-1867)     | Willem van Hessen-Kassel (1787-1867)       | Willem van Hessen-Kassel (1787-1867)       | Willem van Hessen-Kassel (1787-1867)       | Willem van Hessen-Kassel (1787-1867)       | Louise Charlotte van Denemarken (1789-1864) | Louise Charlotte van Denemarken (1789-1864) | Louise Charlotte van Denemarken (1789-1864) | Louise Charlotte van Denemarken (1789-1864) | Louise Charlotte van Denemarken (1789-1864) | Louise Charlotte van Denemarken (1789-1864) |                                   |                                   | Oscar I van Zweden (1799-1859)    | Oscar I van Zweden (1799-1859)    | Oscar I van Zweden (1799-1859) | Oscar I van Zweden (1799-1859) | Oscar I van Zweden (1799-1859)      | Oscar I van Zweden (1799-1859)      | Josephine van Leuchtenberg (1807-1876) | Josephine van Leuchtenberg (1807-1876) | Josephine van Leuchtenberg (1807-1876) | Josephine van Leuchtenberg (1807-1876) | Josephine van Leuchtenberg (1807-1876) | Josephine van Leuchtenberg (1807-1876) |                                  |                                  | Frederik der Nederlanden (1797-1881) | Frederik der Nederlanden (1797-1881) | Frederik der Nederlanden (1797-1881) | Frederik der Nederlanden (1797-1881) | Frederik der Nederlanden (1797-1881) | Frederik der Nederlanden (1797-1881) | Louise van Pruisen (1808-1870)       | Louise van Pruisen (1808-1870)       | Louise van Pruisen (1808-1870) | Louise van Pruisen (1808-1870) | Louise van Pruisen (1808-1870) | Louise van Pruisen (1808-1870) |  |  |  |  |  |  |  |  |  |  |  |  |  |  |  |  |  |  |  |  |  |  |  |  |  |  |  |  |  |  |  |  |  |  |  |  |  |  |  |  |  |  |  |  |  |  |  |  |
|                                                                           |                                                                           |                                                                           |                                                                           |                                                                           |                                                                           |                                              |                                              |                                              |                                              |                                              |                                              |                                          |                                          |                                          |                                          |                                            |                                            |                                            |                                            |                                             |                                             |                                             |                                             |                                             |                                             |                                   |                                   |                                   |                                   |                                |                                |                                     |                                     |                                        |                                        |                                        |                                        |                                        |                                        |                                  |                                  |                                      |                                      |                                      |                                      |                                      |                                      |                                      |                                      |                                |                                |                                |                                |  |  |  |  |  |  |  |  |  |  |  |  |  |  |  |  |  |  |  |  |  |  |  |  |  |  |  |  |  |  |  |  |  |  |  |  |  |  |  |  |  |  |  |  |  |  |  |  |
|                                                                           |                                                                           |                                                                           |                                                                           | Christiaan IX van Denemarken (1818-1906)                                  | Christiaan IX van Denemarken (1818-1906)                                  | Christiaan IX van Denemarken (1818-1906)     | Christiaan IX van Denemarken (1818-1906)     | Christiaan IX van Denemarken (1818-1906)     | Christiaan IX van Denemarken (1818-1906)     |                                              |                                              |                                          |                                          |                                          |                                          | Louise van Hessen-Kassel (1817-1898)       | Louise van Hessen-Kassel (1817-1898)       | Louise van Hessen-Kassel (1817-1898)       | Louise van Hessen-Kassel (1817-1898)       | Louise van Hessen-Kassel (1817-1898)        | Louise van Hessen-Kassel (1817-1898)        |                                             |                                             |                                             |                                             |                                   |                                   |                                   |                                   |                                |                                | Karel XV van Zweden (1826-1872)     | Karel XV van Zweden (1826-1872)     | Karel XV van Zweden (1826-1872)        | Karel XV van Zweden (1826-1872)        | Karel XV van Zweden (1826-1872)        | Karel XV van Zweden (1826-1872)        |                                        |                                        |                                  |                                  |                                      |                                      | Louise van Oranje-Nassau (1828-1871) | Louise van Oranje-Nassau (1828-1871) | Louise van Oranje-Nassau (1828-1871) | Louise van Oranje-Nassau (1828-1871) | Louise van Oranje-Nassau (1828-1871) | Louise van Oranje-Nassau (1828-1871) |                                |                                |                                |                                |  |  |  |  |  |  |  |  |  |  |  |  |  |  |  |  |  |  |  |  |  |  |  |  |  |  |  |  |  |  |  |  |  |  |  |  |  |  |  |  |  |  |  |  |  |  |  |  |
|                                                                           |                                                                           |                                                                           |                                                                           | Christiaan IX van Denemarken (1818-1906)                                  | Christiaan IX van Denemarken (1818-1906)                                  | Christiaan IX van Denemarken (1818-1906)     | Christiaan IX van Denemarken (1818-1906)     | Christiaan IX van Denemarken (1818-1906)     | Christiaan IX van Denemarken (1818-1906)     |                                              |                                              |                                          |                                          |                                          |                                          | Louise van Hessen-Kassel (1817-1898)       | Louise van Hessen-Kassel (1817-1898)       | Louise van Hessen-Kassel (1817-1898)       | Louise van Hessen-Kassel (1817-1898)       | Louise van Hessen-Kassel (1817-1898)        | Louise van Hessen-Kassel (1817-1898)        |                                             |                                             |                                             |                                             |                                   |                                   |                                   |                                   |                                |                                | Karel XV van Zweden (1826-1872)     | Karel XV van Zweden (1826-1872)     | Karel XV van Zweden (1826-1872)        | Karel XV van Zweden (1826-1872)        | Karel XV van Zweden (1826-1872)        | Karel XV van Zweden (1826-1872)        |                                        |                                        |                                  |                                  |                                      |                                      | Louise van Oranje-Nassau (1828-1871) | Louise van Oranje-Nassau (1828-1871) | Louise van Oranje-Nassau (1828-1871) | Louise van Oranje-Nassau (1828-1871) | Louise van Oranje-Nassau (1828-1871) | Louise van Oranje-Nassau (1828-1871) |                                |                                |                                |                                |  |  |  |  |  |  |  |  |  |  |  |  |  |  |  |  |  |  |  |  |  |  |  |  |  |  |  |  |  |  |  |  |  |  |  |  |  |  |  |  |  |  |  |  |  |  |  |  |
|                                                                           |                                                                           |                                                                           |                                                                           |                                                                           |                                                                           |                                              |                                              |                                              |                                              | Frederik VIII van Denemarken (1843-1912)     | Frederik VIII van Denemarken (1843-1912)     | Frederik VIII van Denemarken (1843-1912) | Frederik VIII van Denemarken (1843-1912) | Frederik VIII van Denemarken (1843-1912) | Frederik VIII van Denemarken (1843-1912) |                                            |                                            |                                            |                                            |                                             |                                             |                                             |                                             |                                             |                                             |                                   |                                   |                                   |                                   |                                |                                |                                     |                                     |                                        |                                        |                                        |                                        | Louise van Zweden (1851-1926)          | Louise van Zweden (1851-1926)          | Louise van Zweden (1851-1926)    | Louise van Zweden (1851-1926)    | Louise van Zweden (1851-1926)        | Louise van Zweden (1851-1926)        |                                      |                                      |                                      |                                      |                                      |                                      |                                |                                |                                |                                |  |  |  |  |  |  |  |  |  |  |  |  |  |  |  |  |  |  |  |  |  |  |  |  |  |  |  |  |  |  |  |  |  |  |  |  |  |  |  |  |  |  |  |  |  |  |  |  |
|                                                                           |                                                                           |                                                                           |                                                                           |                                                                           |                                                                           |                                              |                                              |                                              |                                              | Frederik VIII van Denemarken (1843-1912)     | Frederik VIII van Denemarken (1843-1912)     | Frederik VIII van Denemarken (1843-1912) | Frederik VIII van Denemarken (1843-1912) | Frederik VIII van Denemarken (1843-1912) | Frederik VIII van Denemarken (1843-1912) |                                            |                                            |                                            |                                            |                                             |                                             |                                             |                                             |                                             |                                             |                                   |                                   |                                   |                                   |                                |                                |                                     |                                     |                                        |                                        |                                        |                                        | Louise van Zweden (1851-1926)          | Louise van Zweden (1851-1926)          | Louise van Zweden (1851-1926)    | Louise van Zweden (1851-1926)    | Louise van Zweden (1851-1926)        | Louise van Zweden (1851-1926)        |                                      |                                      |                                      |                                      |                                      |                                      |                                |                                |                                |                                |  |  |  |  |  |  |  |  |  |  |  |  |  |  |  |  |  |  |  |  |  |  |  |  |  |  |  |  |  |  |  |  |  |  |  |  |  |  |  |  |  |  |  |  |  |  |  |  |
|                                                                           |                                                                           |                                                                           |                                                                           |                                                                           |                                                                           |                                              |                                              |                                              |                                              |                                              |                                              |                                          |                                          |                                          |                                          |                                            |                                            |                                            |                                            |                                             |                                             |                                             |                                             |                                             |                                             |                                   |                                   |                                   |                                   |                                |                                |                                     |                                     |                                        |                                        |                                        |                                        |                                        |                                        |                                  |                                  |                                      |                                      |                                      |                                      |                                      |                                      |                                      |                                      |                                |                                |                                |                                |  |  |  |  |  |  |  |  |  |  |  |  |  |  |  |  |  |  |  |  |  |  |  |  |  |  |  |  |  |  |  |  |  |  |  |  |  |  |  |  |  |  |  |  |  |  |  |  |
|                                                                           |                                                                           |                                                                           |                                                                           |                                                                           |                                                                           |                                              |                                              |                                              |                                              |                                              |                                              |                                          |                                          |                                          |                                          |                                            |                                            |                                            |                                            |                                             |                                             |                                             |                                             |                                             |                                             |                                   |                                   |                                   |                                   |                                |                                |                                     |                                     |                                        |                                        |                                        |                                        |                                        |                                        |                                  |                                  |                                      |                                      |                                      |                                      |                                      |                                      |                                      |                                      |                                |                                |                                |                                |  |  |  |  |  |  |  |  |  |  |  |  |  |  |  |  |  |  |  |  |  |  |  |  |  |  |  |  |  |  |  |  |  |  |  |  |  |  |  |  |  |  |  |  |  |  |  |  |
| Christiaan X van Denemarken (1870-1947)                                   | Christiaan X van Denemarken (1870-1947)                                   | Christiaan X van Denemarken (1870-1947)                                   | Christiaan X van Denemarken (1870-1947)                                   | Christiaan X van Denemarken (1870-1947)                                   | Christiaan X van Denemarken (1870-1947)                                   |                                              |                                              | Haakon VII van Noorwegen (1872-1957)         | Haakon VII van Noorwegen (1872-1957)         | Haakon VII van Noorwegen (1872-1957)         | Haakon VII van Noorwegen (1872-1957)         | Haakon VII van Noorwegen (1872-1957)     | Haakon VII van Noorwegen (1872-1957)     |                                          |                                          | Louise Caroline van Denemarken (1875-1906) | Louise Caroline van Denemarken (1875-1906) | Louise Caroline van Denemarken (1875-1906) | Louise Caroline van Denemarken (1875-1906) | Louise Caroline van Denemarken (1875-1906)  | Louise Caroline van Denemarken (1875-1906)  |                                             |                                             | Harald van Denemarken (1876-1949)           | Harald van Denemarken (1876-1949)           | Harald van Denemarken (1876-1949) | Harald van Denemarken (1876-1949) | Harald van Denemarken (1876-1949) | Harald van Denemarken (1876-1949) |                                |                                | Ingeborg van Denemarken (1878-1958) | Ingeborg van Denemarken (1878-1958) | Ingeborg van Denemarken (1878-1958)    | Ingeborg van Denemarken (1878-1958)    | Ingeborg van Denemarken (1878-1958)    | Ingeborg van Denemarken (1878-1958)    |                                        |                                        | Thyra van Denemarken (1889-1945) | Thyra van Denemarken (1889-1945) | Thyra van Denemarken (1889-1945)     | Thyra van Denemarken (1889-1945)     | Thyra van Denemarken (1889-1945)     | Thyra van Denemarken (1889-1945)     |                                      |                                      | 1 broer en 1 zuster                  | 1 broer en 1 zuster                  | 1 broer en 1 zuster            | 1 broer en 1 zuster            | 1 broer en 1 zuster            | 1 broer en 1 zuster            |  |  |  |  |  |  |  |  |  |  |  |  |  |  |  |  |  |  |  |  |  |  |  |  |  |  |  |  |  |  |  |  |  |  |  |  |  |  |  |  |  |  |  |  |  |  |  |  |